# Bruno Martins Indi
Rolando Maximiliano "Bruno" Martins Indi, född 8 februari 1992 i Barreiro, Portugal, är en nederländsk fotbollsspelare (försvarare) som spelar för AZ Alkmaar.
Martins Indi började sin seniorkarriär i Feyenoord. Han debuterade för klubben under 2010. Martins Indi spelade totalt 102 ligamatcher för Feyenoord. Den 15 juli 2014 skrev han på ett fyraårskontrakt med portugisiska FC Porto.
Den 31 augusti 2016 lånades Martins Indi ut till Stoke City på ett låneavtal över säsongen 2016/2017. Han debuterade i Premier League den 10 september 2016 i en 4–0-förlust mot Tottenham Hotspur. Den 11 augusti 2017 värvades Martins Indi av Stoke, där han skrev på ett femårskontrakt. Den 6 oktober 2020 lånades Martins Indi ut till AZ Alkmaar.